# Club de Fútbol Extremadura
Pour les articles homonymes, voir Extremadura (homonymie).
Maillots
Le Club de Fútbol Extremadura était un club de football espagnol basé à Almendralejo.
Le club évolue pendant deux saisons en première division : lors de la saison 1996-1997 puis lors de la saison 1998-1999.

## Historique
Le Club de Fútbol Extremadura est fondé en 1924. 
En 1952, le club découvre les championnats nationaux, en étant promu en Tercera División. Il obtient en 1954 l'ascension en Segunda División, et s'y maintient jusqu'en 1961. Il retombe dans les championnats régionaux en 1970.
L'année 1990 est le commencement de la renaissance du club. Extremadura obtient en effet la promotion en Segunda División B (D3). Puis en 1994, le club obtient la montée en Segunda División (D2). 
Extremadura obtient ensuite l'accession en Primera División en 1996. Pour sa première saison en première division, le club se classe 19e du championnat, avec un total de 44 points (11 victoires, 11 nuls et 20 défaites). Il est immédiatement relégué en deuxième division. Le club remonte en première division dès l'année suivante. Avec 39 points et une 17e place en championnat, composée de 9 victoires, 12 nuls et 17 défaites, il se voit une nouvelle fois relégué en deuxième division.
Le club est relégué en Segunda División B en 2002 et retrouve les championnats régionaux en 2007. Il disparaît complètement en 2010 pour des raisons financières.
Il est remplacé en 2007 par l'Extremadura UD qui obtient la promotion en deuxième division en juin 2018.

## Stade
Le club joue au stade Francisco de l'Hera, qui possède une capacité de 11.580 personnes. 
Le stade est inauguré le 12 octobre 1951, lors d'un match contre le Séville FC.

## Anciens joueurs
- Raymond Kalla

## Localisation
| CF Extremadura |